# 条纹冠蛛
条纹冠蛛（学名：Stemonyphantes lineatus）为皿蛛科冠蛛属的动物。分布于欧洲、俄罗斯以及中国大陆的新疆等地，多生活于林间草丛和果园。该物种的模式产地在欧洲。
其种加词“Lineatus”意为“有线纹的”。